# Lijst van jappenkampen

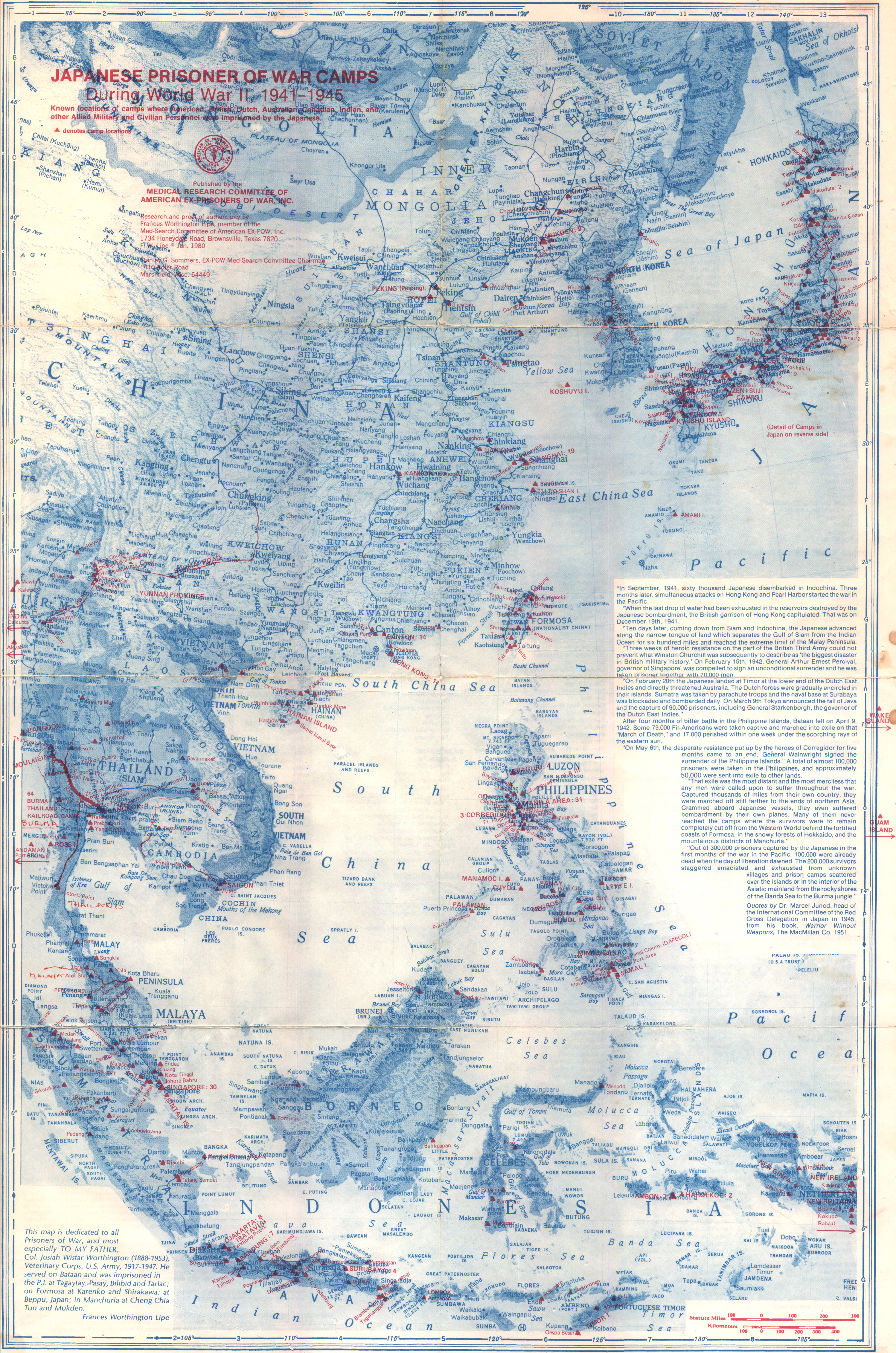
Kaart met bekende locaties van jappenkampen in de Groot Oost-Aziatische Welvaartssfeer tussen 1941 en 1945.

Dit is een (incomplete) lijst van jappenkampen, zowel militaire als burgerlijke interneringskampen, opgericht door de Japanners tijdens de Tweede Wereldoorlog in Azië. Enkele van deze kampen waren alleen voor krijgsgevangenen, andere hadden zowel burgerlijke als militaire geïnterneerden onder de populatie en weer andere waren exclusief bestemd voor burgers.

## Kampen op de Filipijnen
- Kamp nabij Cabanatuan
- Kamp nabij Capas
- Kamp nabij Los Baños
- Kamp bij Santo Tomas, Manilla
- De gevangenis New Bilibid Prison bij Muntinlupa
- Het gevangenenkamp bij Puerto Princesa
- Kamp John Hay bij Baguio
- Kamp Holmes
- Kamp Manganese
- Kamp Guindulman
- Kamp Bohol
- Zie ook Dodenmars van Bataan

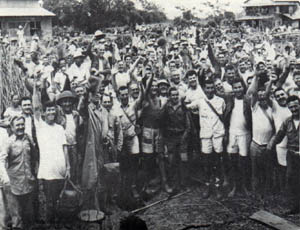
Krijgsgevangenen worden bevrijd uit het kamp te Cabanatuan
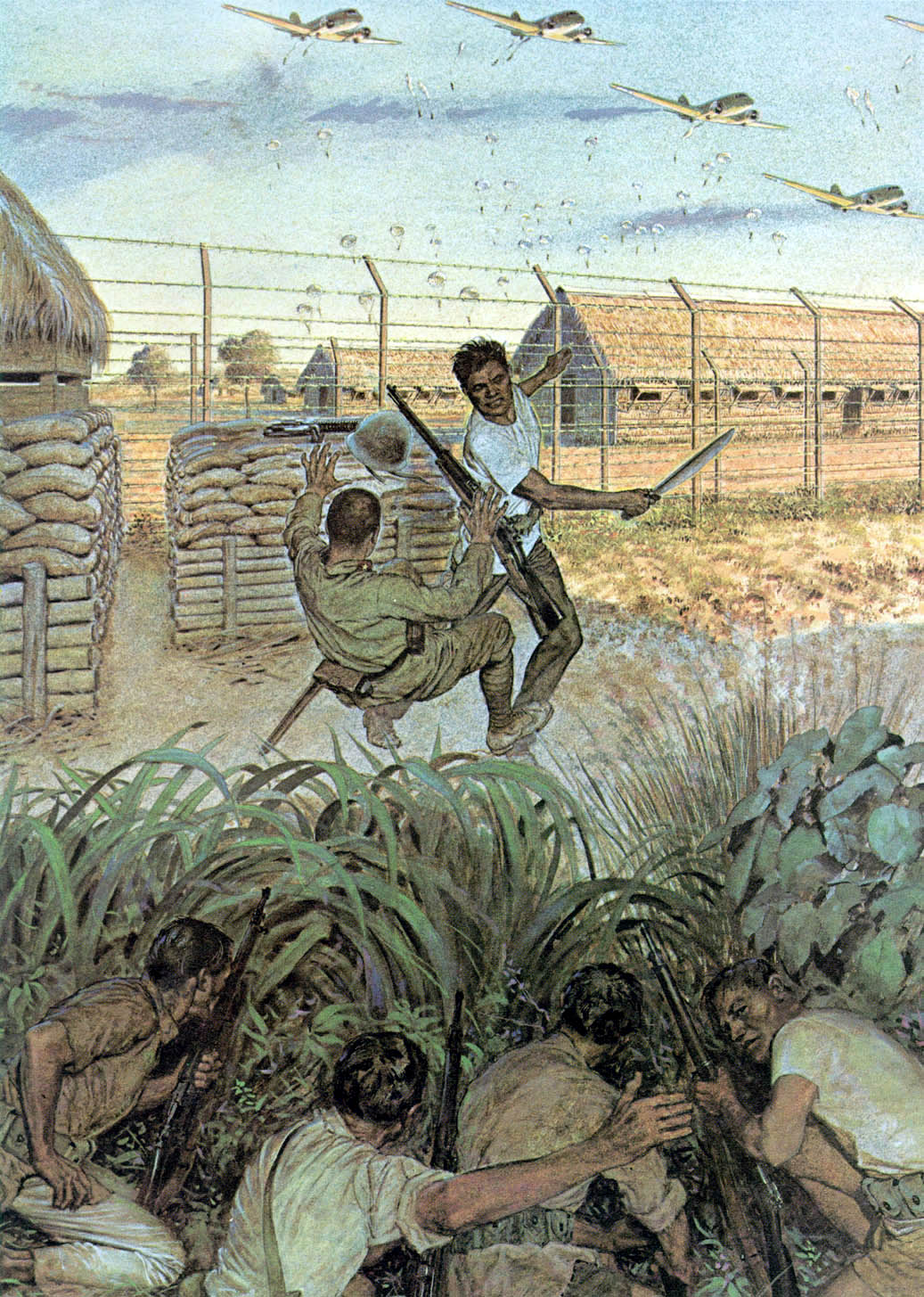
Kamp te Los Baños
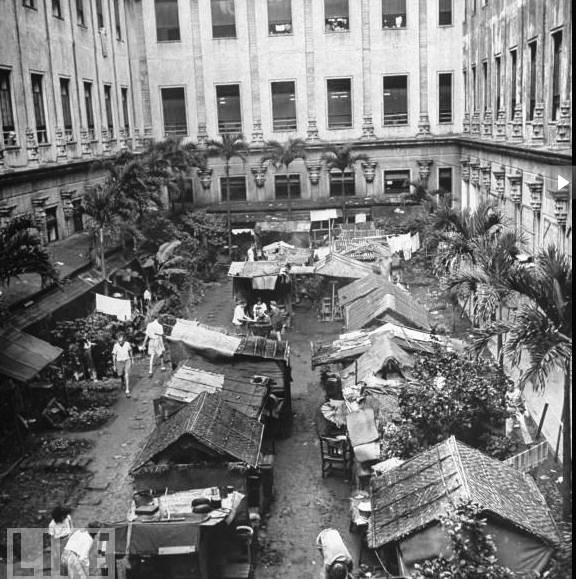
Kamp te Santo Tomas
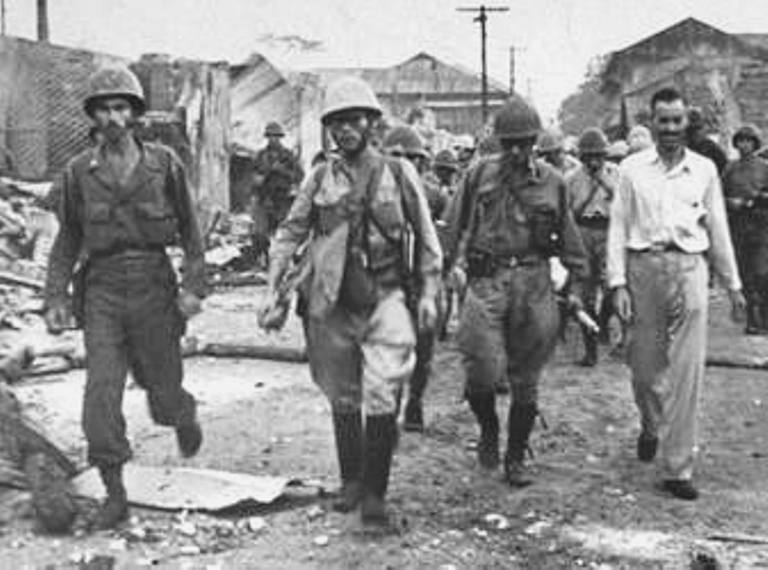
Japanse soldaten worden Santo Tomas uitgeleid na de capitulatie van Japan
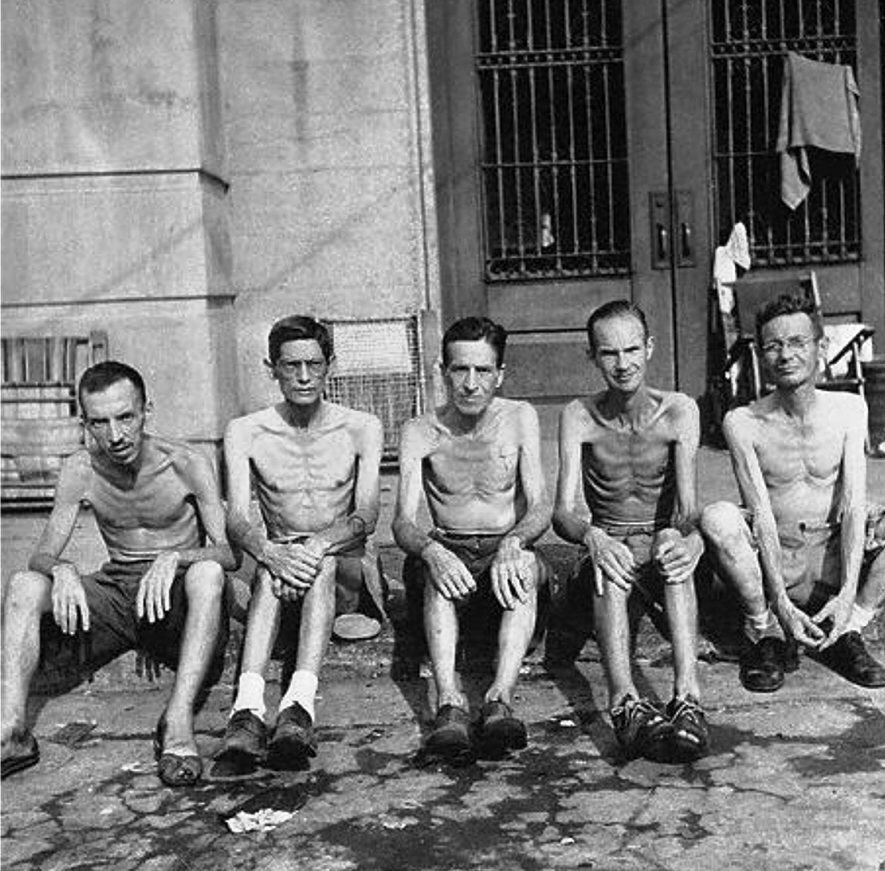
Verhongerde gevangenen na de capitulatie bij Santo Tomas
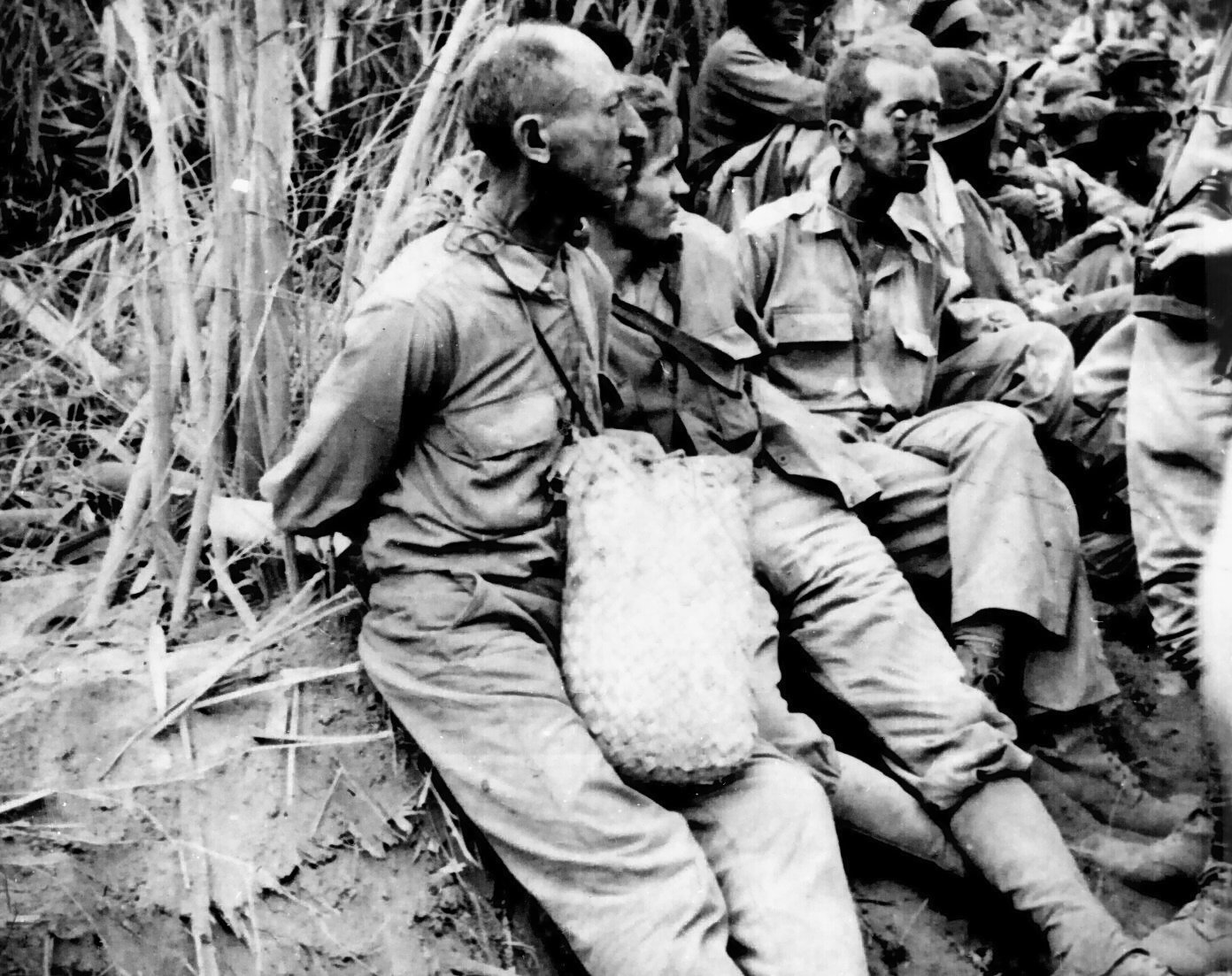
Krijgsgevangenen tijdens de Dodenmars van Bataan

## Kampen in Maleisië en Singapore
- Kamp te Changi
- De barakken van Salarang
- Het River Valley Kamp
- Kamp te Sentosa
- Anderson School, Ipoh, Perak State, Malaya
- De Outram Road-gevangenis

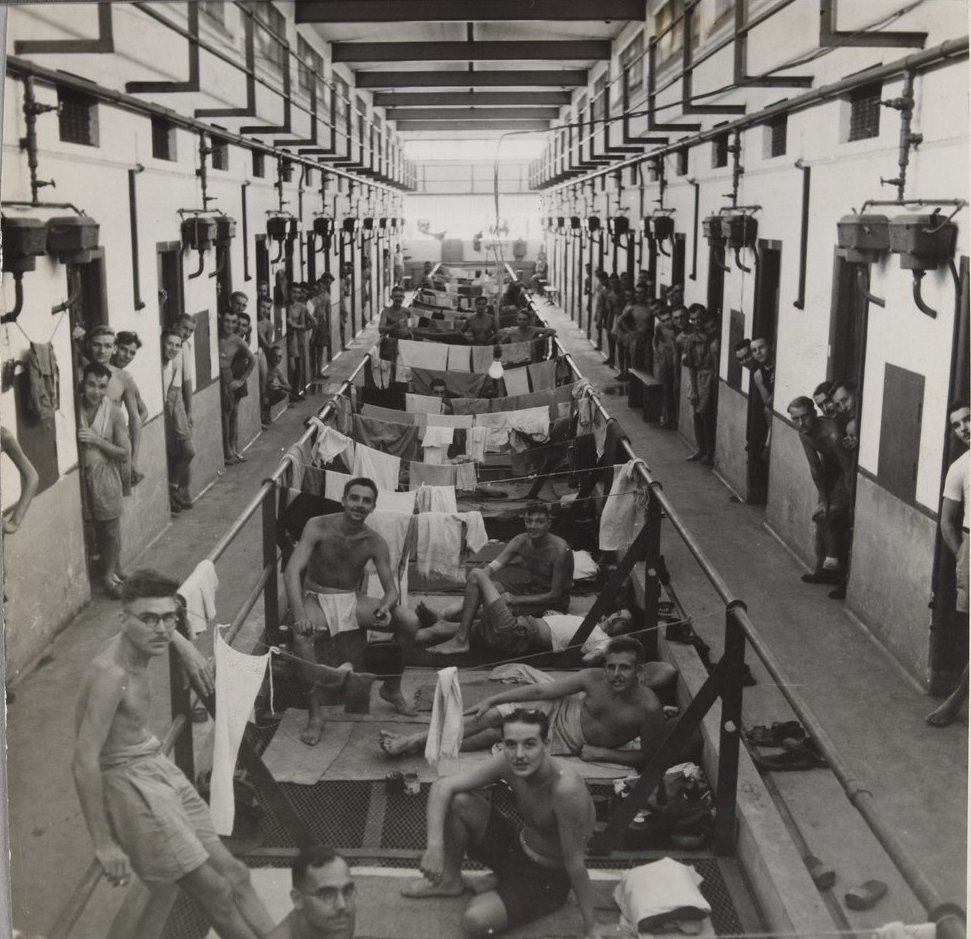
Gevangenen aan het werk in het kamp te Changi
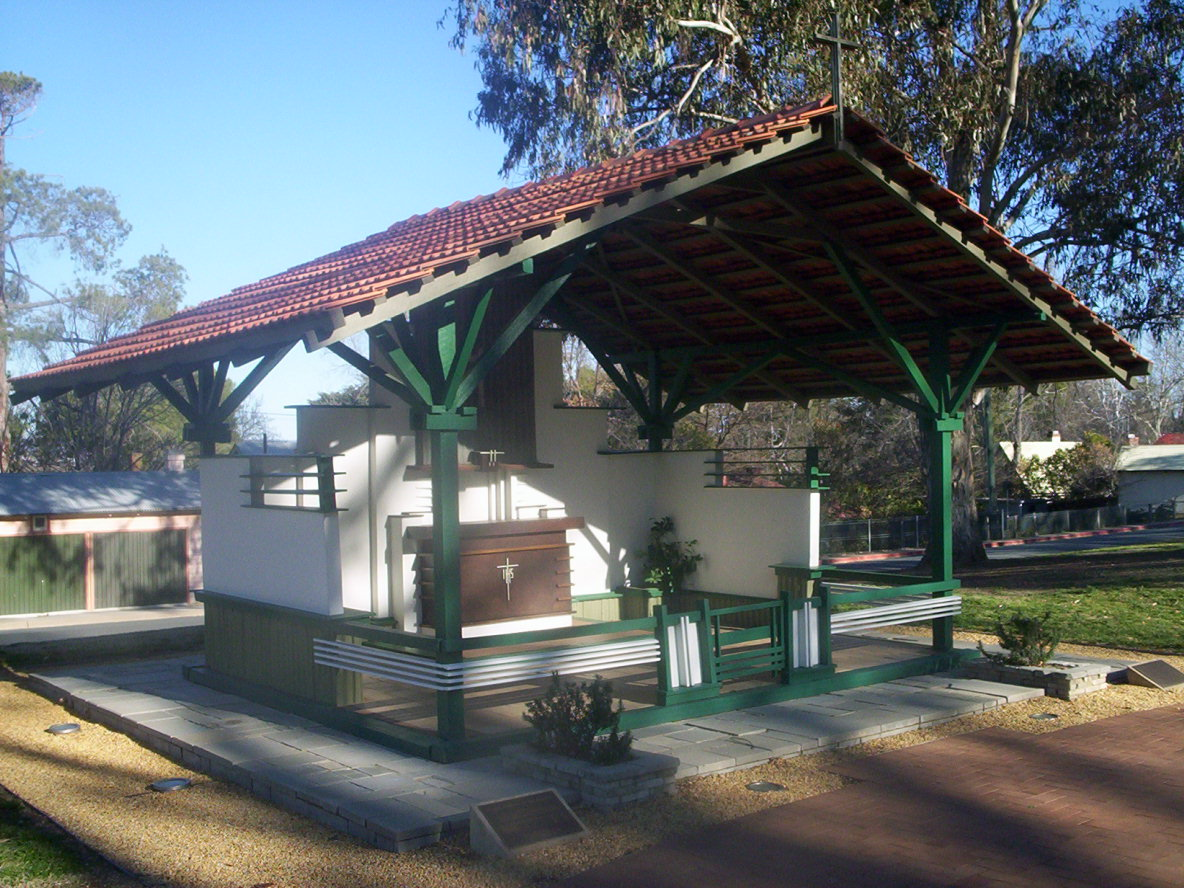
Kapel ter herinnering aan de gruwelen te Changi door de Japanners begaan
Europese vrouwen in een vrouwenkamp te Singapore buigen voor de Japanners bij het appèl

## Kampen te Formosa (Taiwan)
- Kamp te Jinguashi
- Kamp te Taichu
- Kamp te Heito
- Kamp te Taichu
- Twee kampen te Taipei
- Kamp Karenko (Hualien)
- Kamp Tamazato (YuLi)
- Kamp Kukutsu (Taipei)
- Kamp Oka (Taipei)
- Kamp Toroku (Touliu)
- kamp Inrin (Yuanlin)
- Tijdelijk kamp Inrin (Yuanlin)
- Kamp Takao (Kaohsiung)
- Kamp Churon (Taipei)
- Kamp Tiahokum (Taipei)

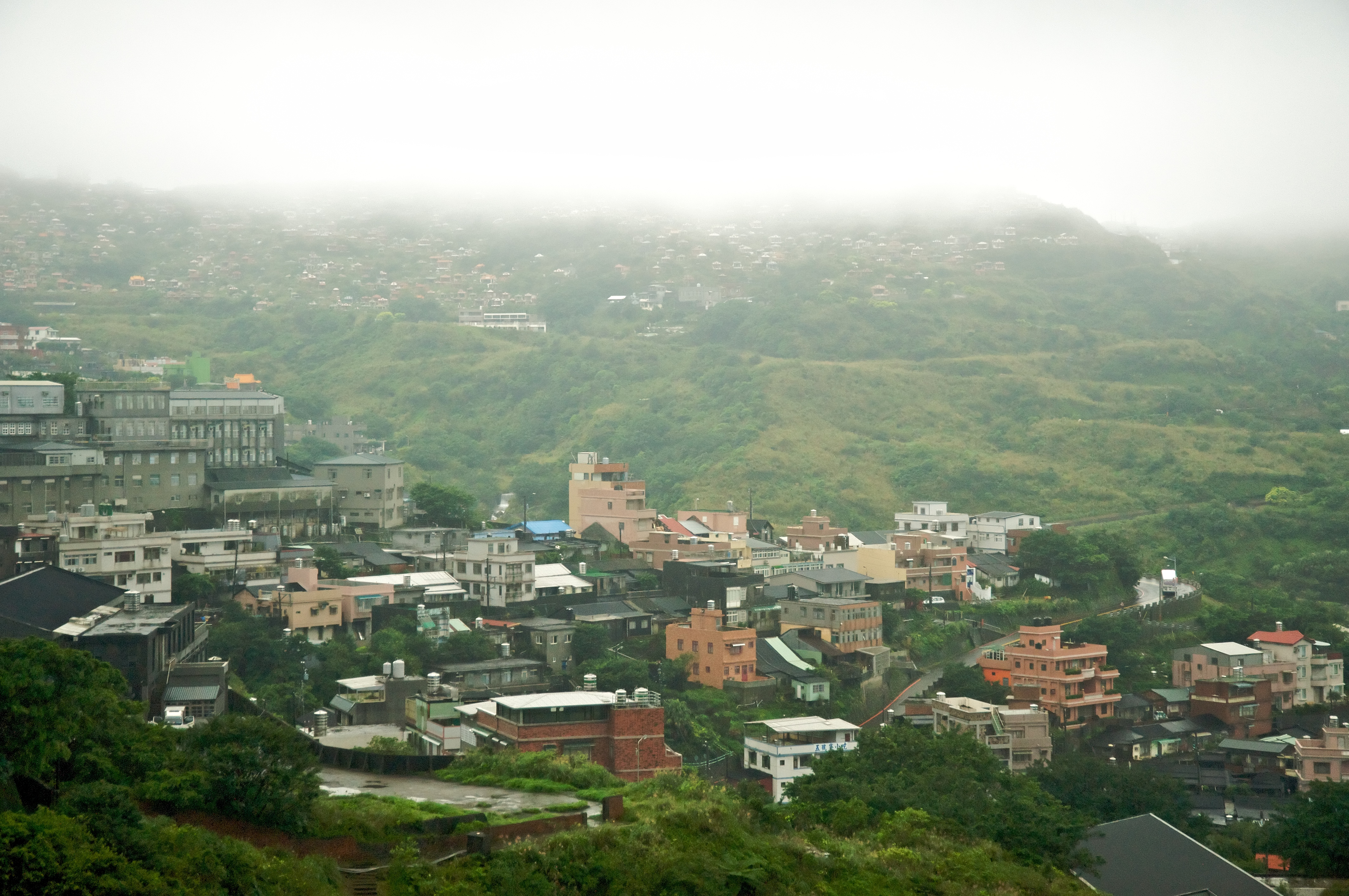
Vallei bij Jinguashi
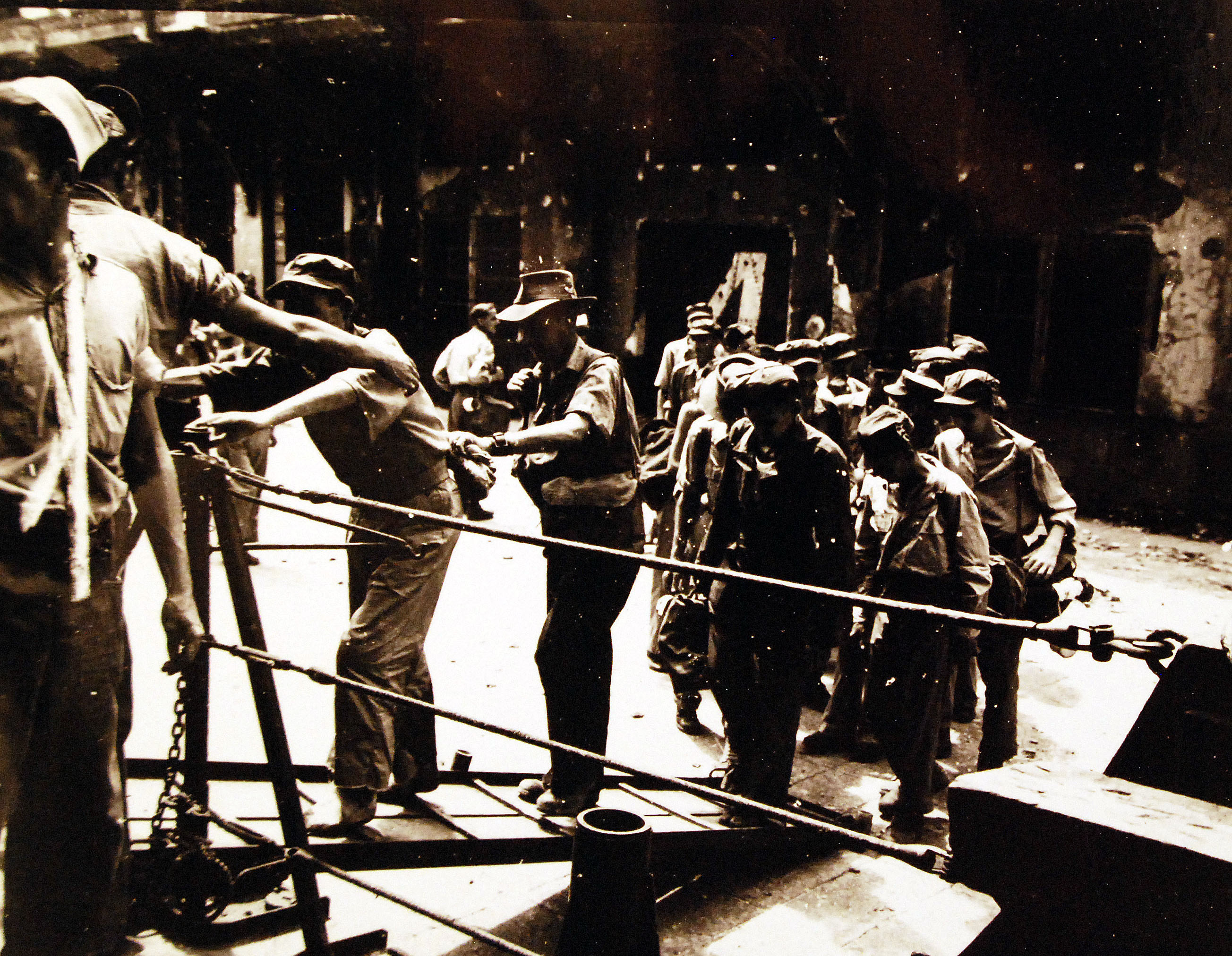
Britse en Australische krijgsgevangenen gaan aan boord van de USS Thomas E. Gary na de bevrijding door Amerikaanse mariniers op Formosa. De mannen zijn zwak door ondervoeding en moeten aan boord worden geholpen (1945).

## Kampen in Noord-Borneo

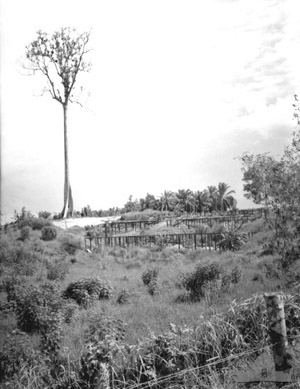
Gevangenenkamp bij Jesselton
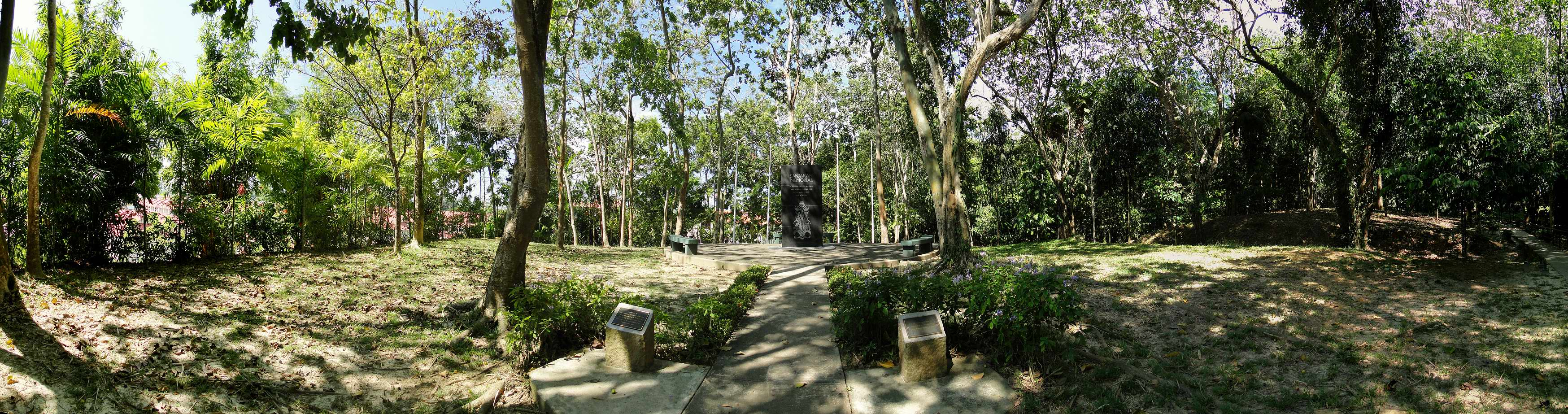
Gevangenenkamp bij Sandakan
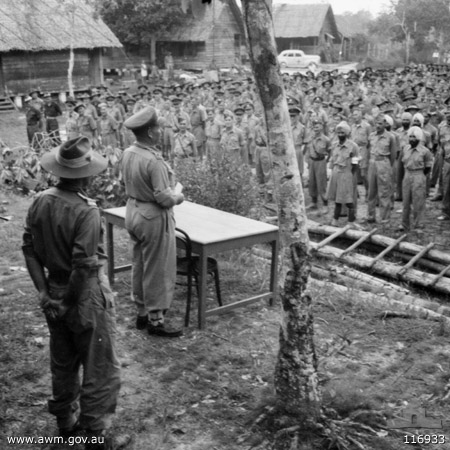
Gevangenenkamp bij Ranau

- Gevangenenkamp bij Sandakan
- Sandakan memorial
- Krijgsgevangenen in Kuching worden op de hoogte gebracht van hun bevrijding.

## Kampen te Serawak
- Kamp Batu Lintang

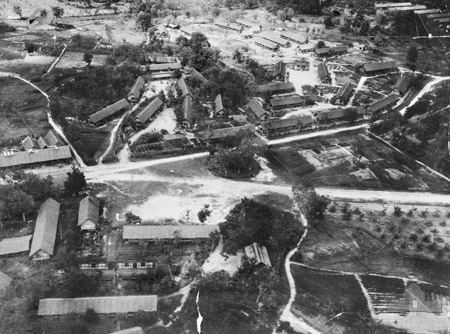
Overzicht van Kamp Batu Lintang
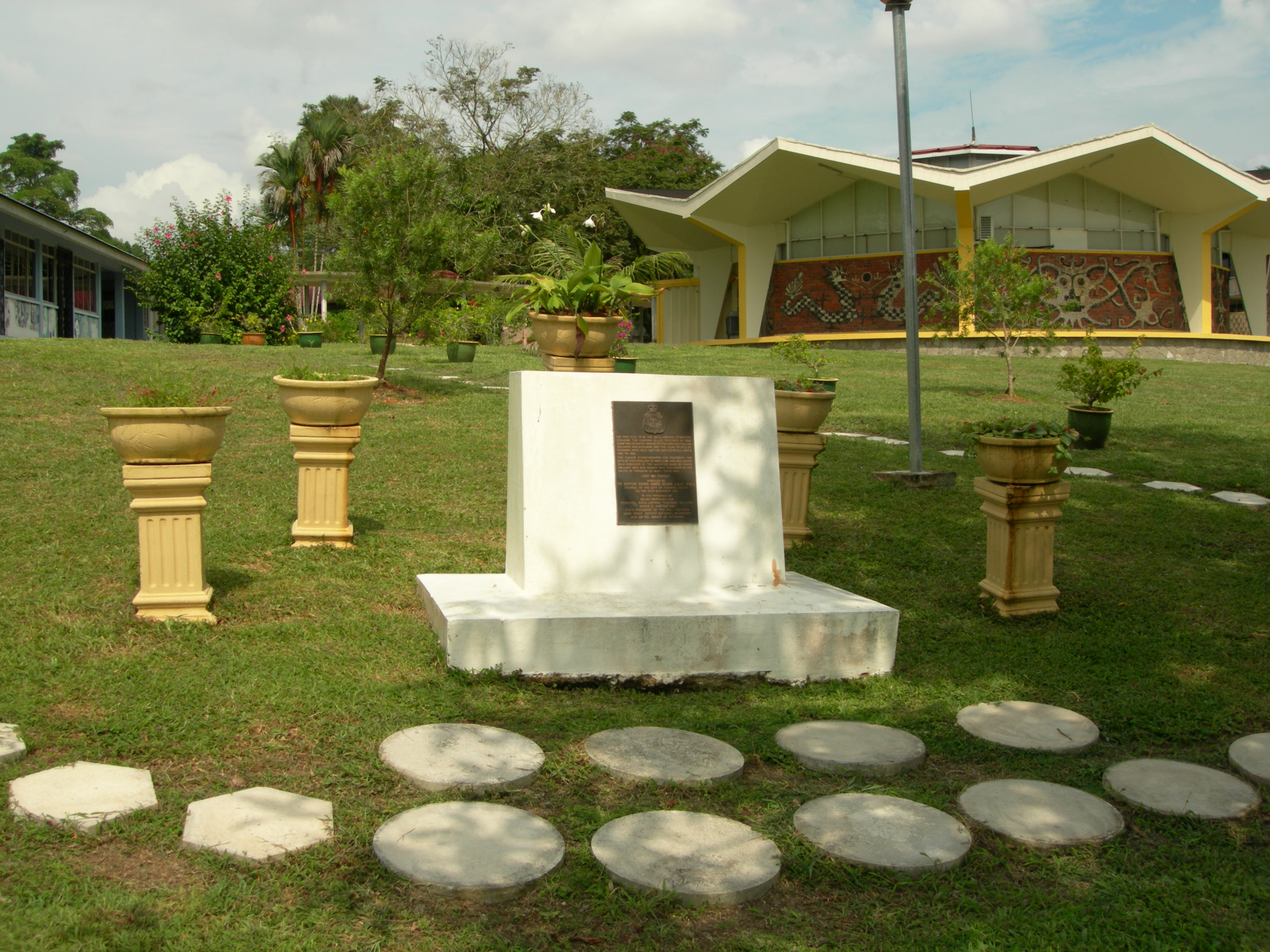
Memorial van Kamp Batu Lintang
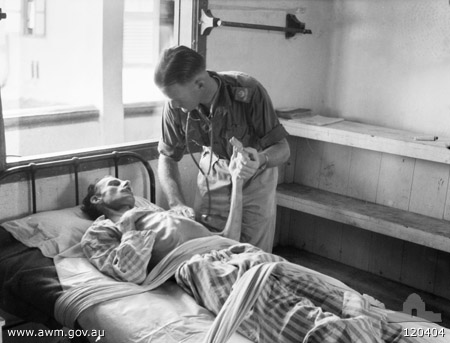
Gevangene in de laatste fase van versterving

## Kampen in China
- Weihsien-interneringskamp (Weifang)
- Kamp Longhua (Shanghai)
- Kamp Ash (Shanghai)
- Kamp Columbia American Country Club (Shanghai)
- Lushun (Port Arthur) krijgsgevangenenkamp

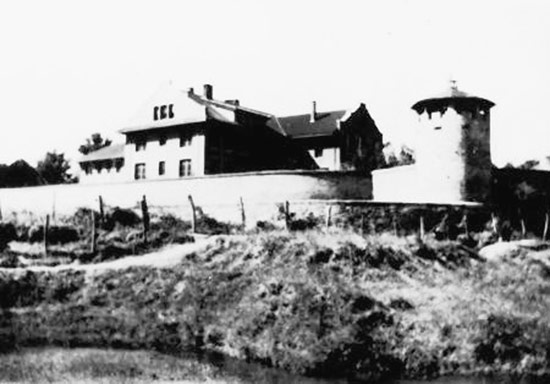
Het interneringskamp te Weifang
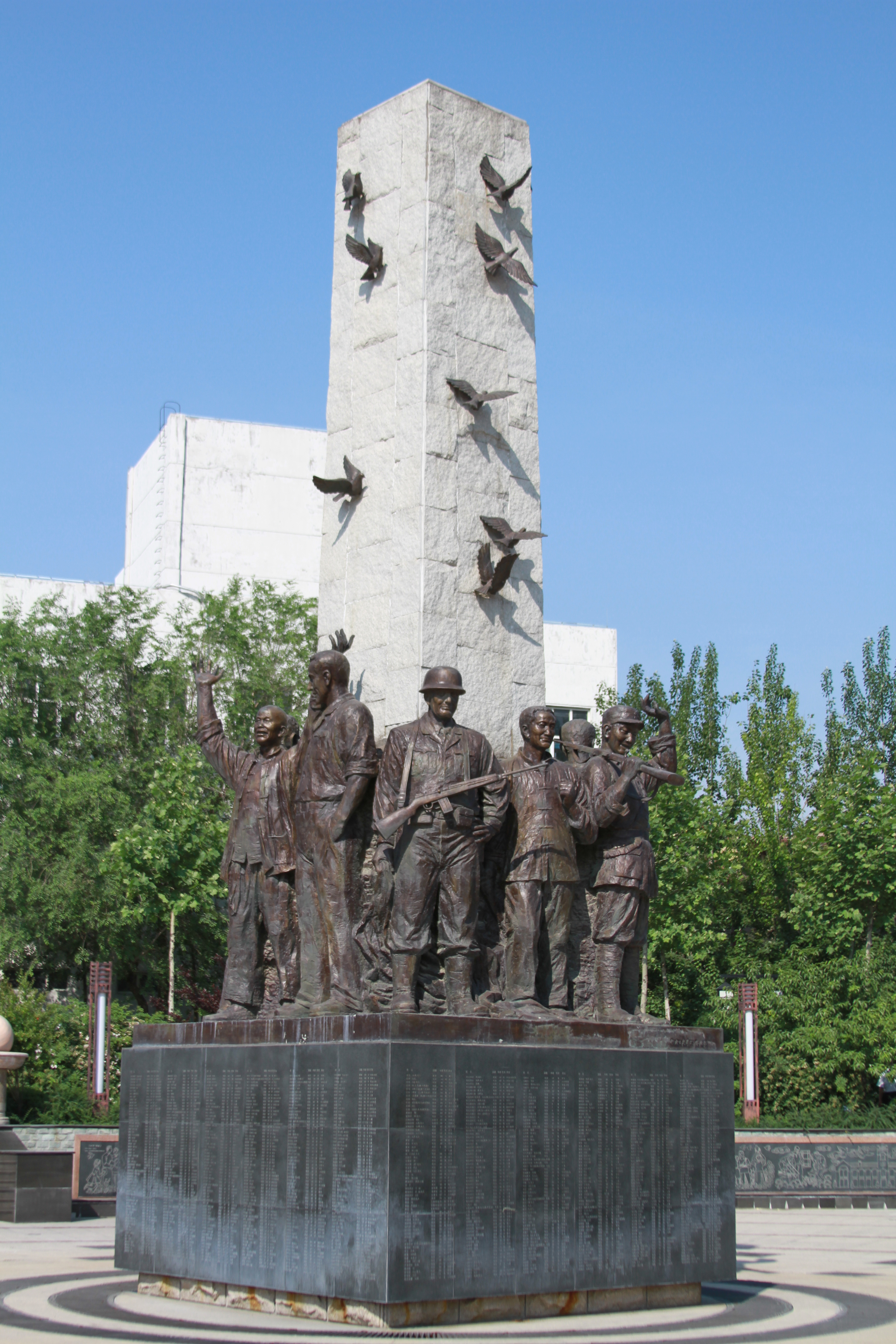
Bevrijdingsmonument te Weifang

## Kampen in Mantsjoerije
- Krijgsgevangenenkamp in Mantsjoerije

## Kampen in Nederlands-Indië
- Krijgsgevangenenkamp te Pontianak
- Krijgsgevangenenkamp te Balikpapan
- Kamp te Makasura (Celebes)
- Kamp te Kampili op Celebes
- Kamp te Tandjong Priok
- Kamp Koan-school te Batavia
- Kamp te Glodok Gaol, een buitenwijk van Batavia
- Fietskamp te Batavia[1]
- Kamp te Bandoeng
- Kamp Tjideng, Batavia
- Kamp Usapa Besar op Timor
- Twee kampen te Ambarawa, namelijk Ambarawa VI en Ambarawa VII
- Kamp te Bangkong
- Interneringskamp te Lampersari
- Kamp te Ambon
- Kamp te Bandjoe Biroe, Kamp 10 en later Kamp 11 op Midden-Java
- Kamp te Malang (De Wijk) in Oost-Java

Badkamer in het vrouwenkamp Kampong Makassar nabij Meester Cornelis, Batavia (1945)

## Kampen in Thailand en Birma
- Kamp Niki Niki
- Kamp te Kanchanaburi, zie hier ook erebegraafplaats Kanchanaburi en erebegraafplaats Chungkai
- Krijgsgevangenenkamp Sonkrai

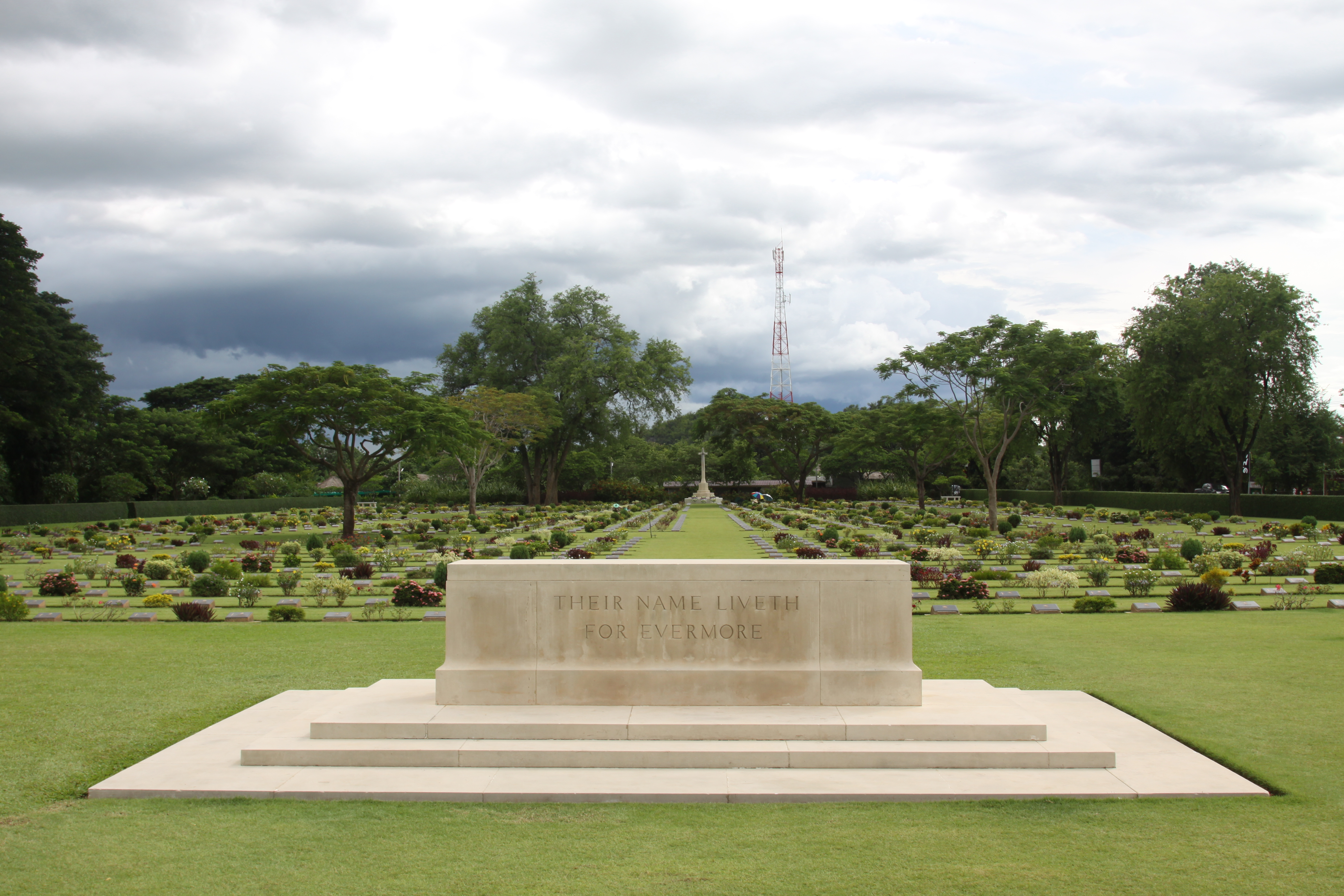
Erebegraafplaats Chungkai
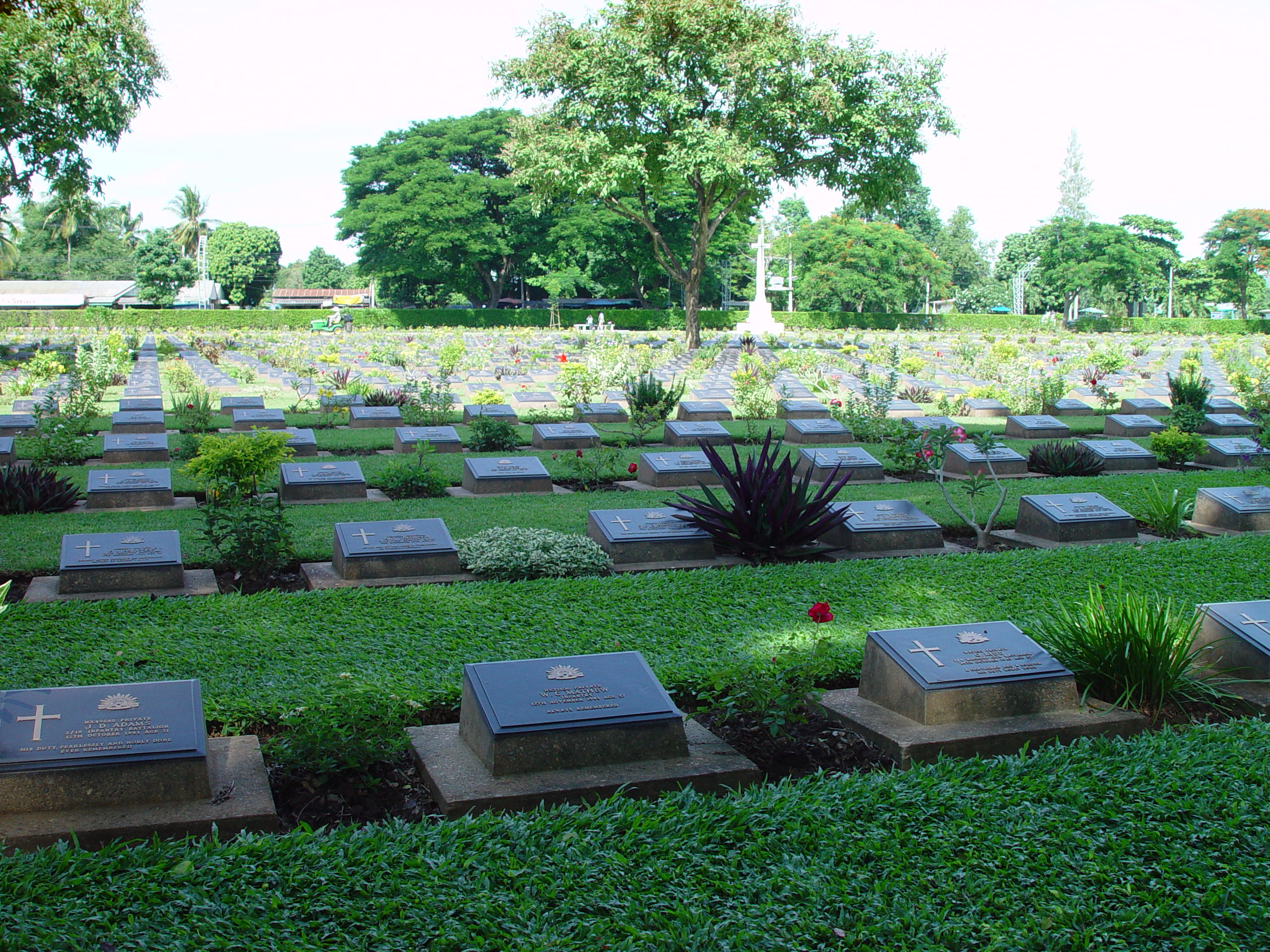
Erebegraafplaats Kanchanaburi
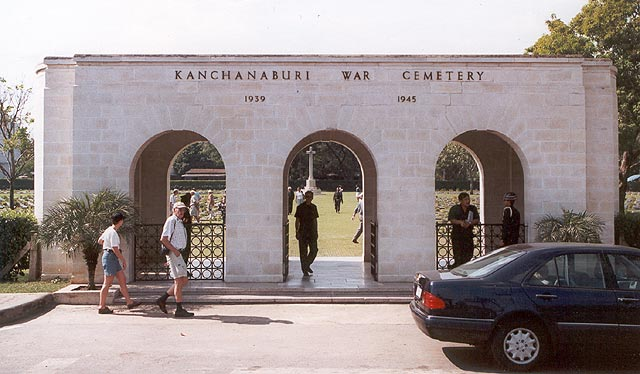
Erebegraafplaats Kanchanaburi

## Kampen op Nieuw-Guinea
- Kamp te Rabaul

## Kampen in Korea
- Kamp te Incheon

## Kampen te Hong Kong
- Het Argyle Street Camp gelegen in Kowloon
- Het Ma Tau Chong-kamp
- Het Ma Tau Wai-kamp
- Het North Point-kamp gelegen te North Point
- De Sham Shui Po-barakken gelegen in Sham Shui Po
- Het Stanley-interneringskamp gelegen te Stanley

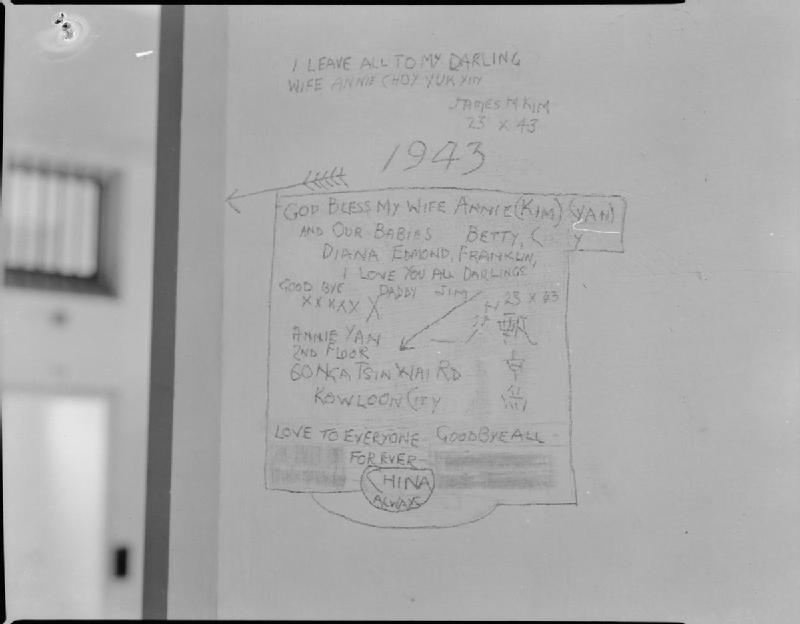
Testament van een te Stanley geëxecuteerde gevangene
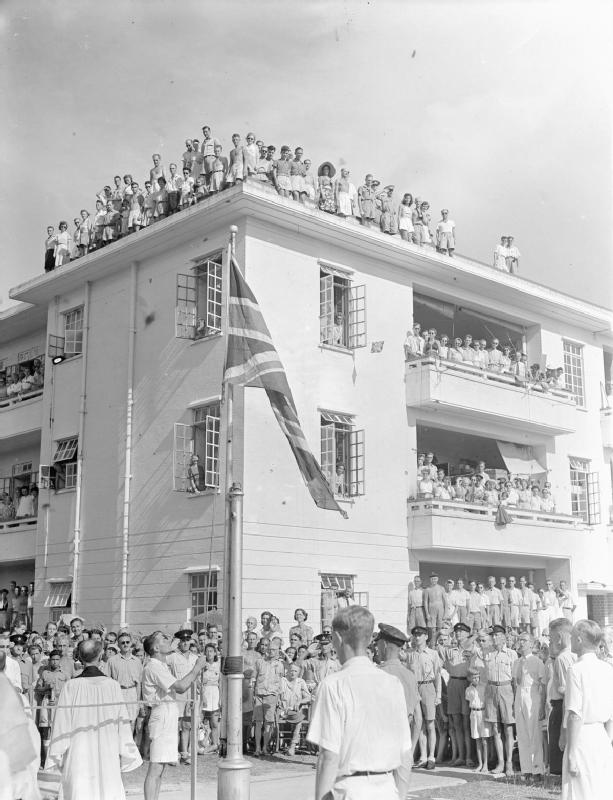
De Engelse vlag wordt gehesen nadat Stanley werd bevrijd door de geallieerden
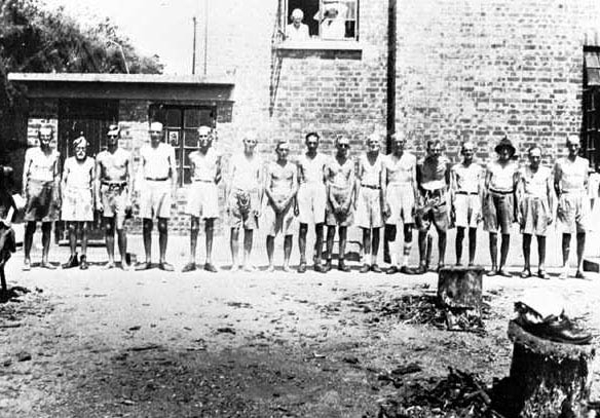
Krijgsgevangenen te Stanley

## Kampen in Japan
- kamp te Achi Yamakita
- Kamp te Aioshi
- Kamp te Akasaka
- Kamp te Akenobe
- Kamp te Akita
- Deelkamp te Amagasaki
- Kamp te Aokuma
- Kamp te Aomori
- Kamp te Arao, Kumamoto
- Kamp te Asahikawa
- Kamp te Ashio, Tochigi
- Kamp te Ashikago
- Kamp te Atami
- Kamp te Beppu
- Kamp te Bibai-Machi

Anti-Japanse poster

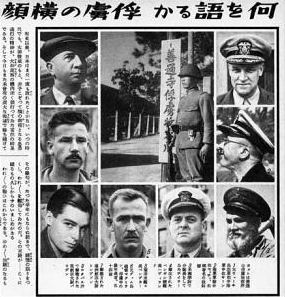
Japanse propaganda

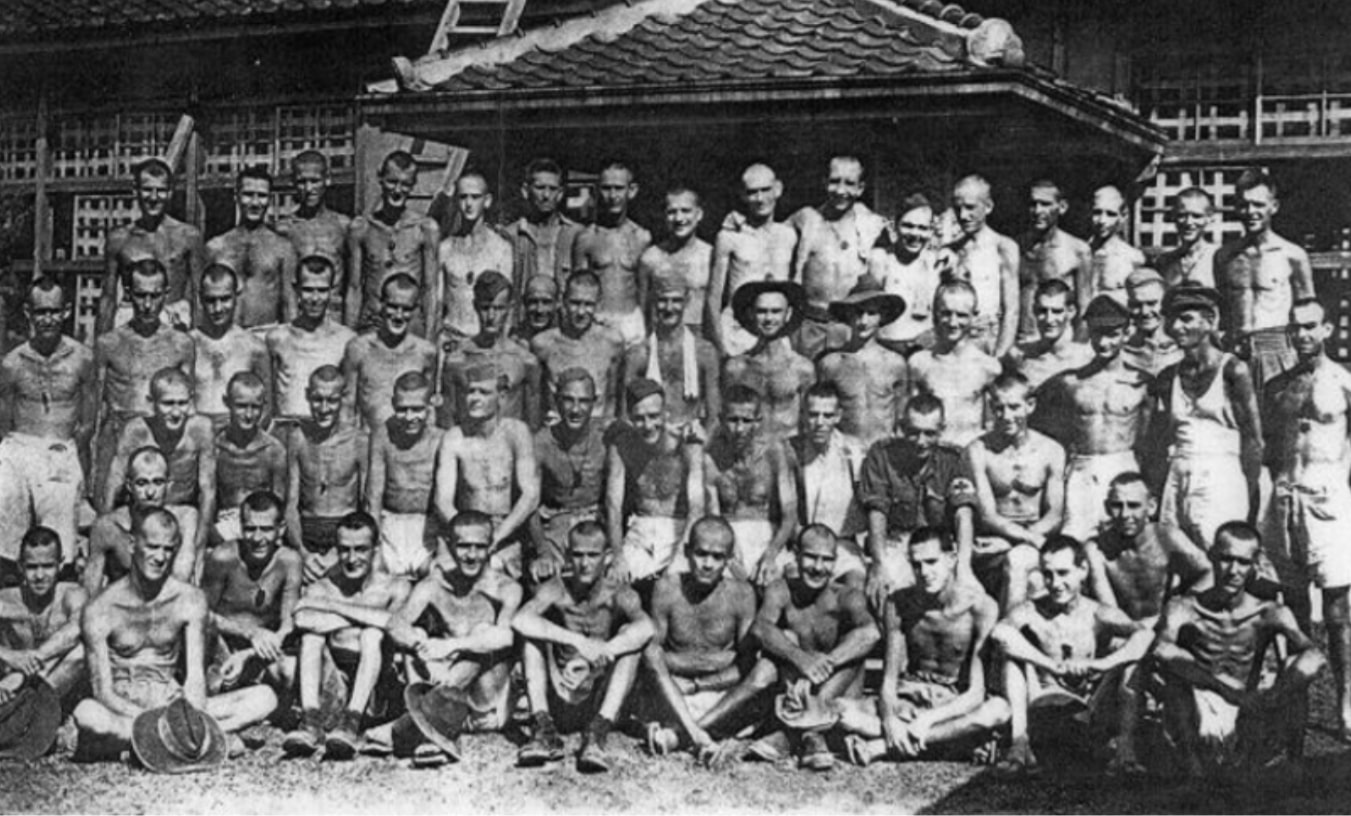
Geallieerde krijgsgevangenen van de Japanners tewerkgesteld in een mijn

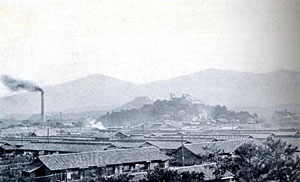
Yoshikumamijn, waar krijgsgevangenen tewerk werden gesteld

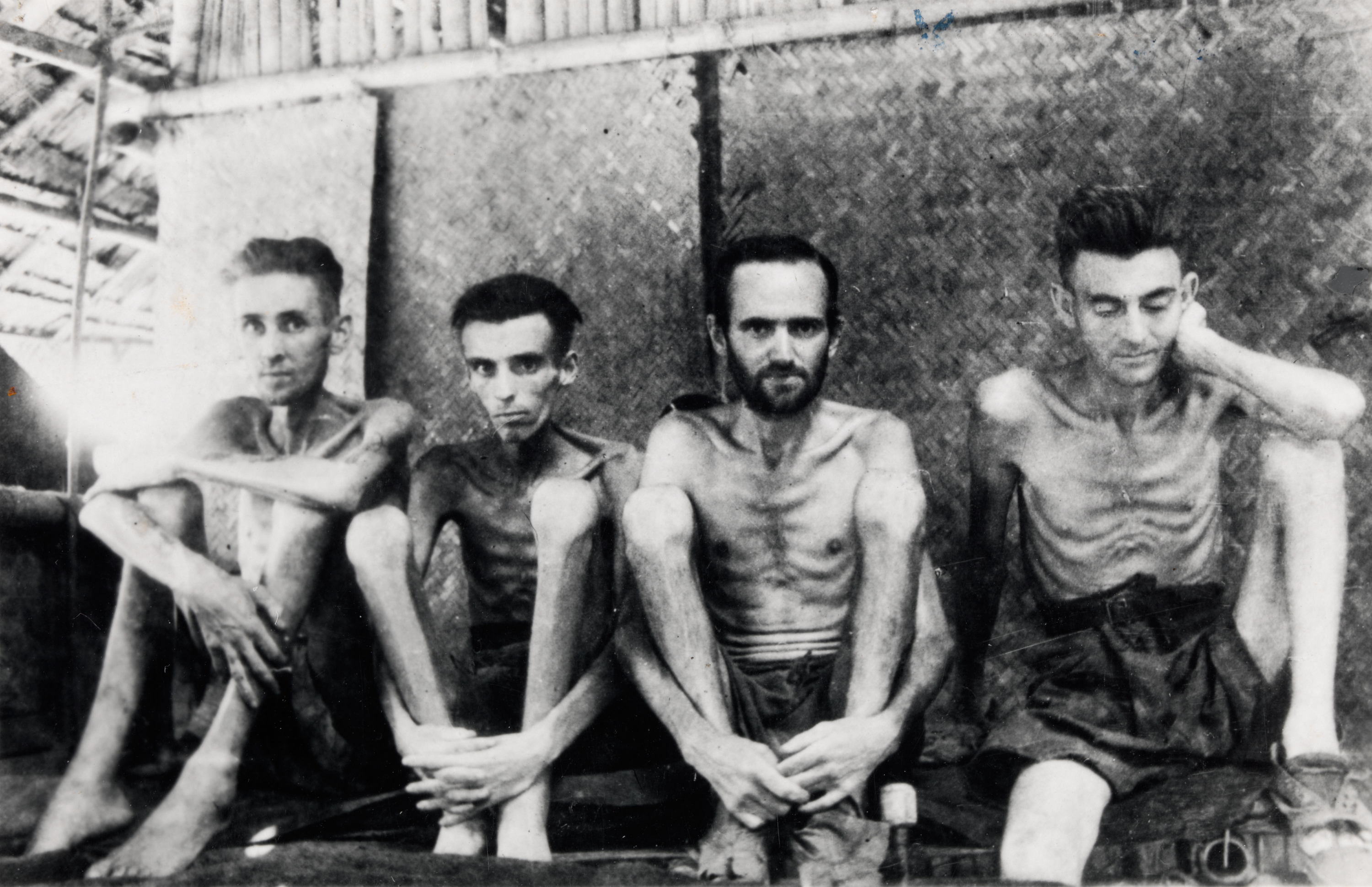
Geallieerde krijgsgevangenen te Birma

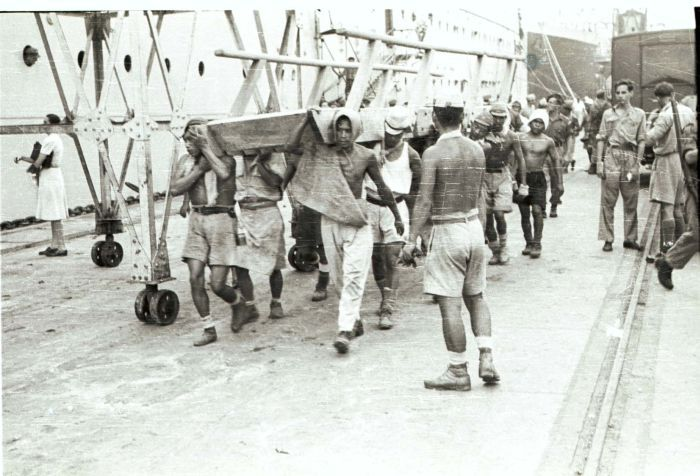
Krijgsgevangenen aan het werk voor de Japanners te Tandjong Priok

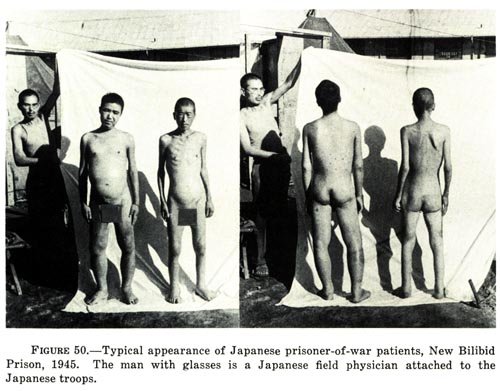
Typische voorbeelden hoe Japanse krijgsgevangenen eruitzagen

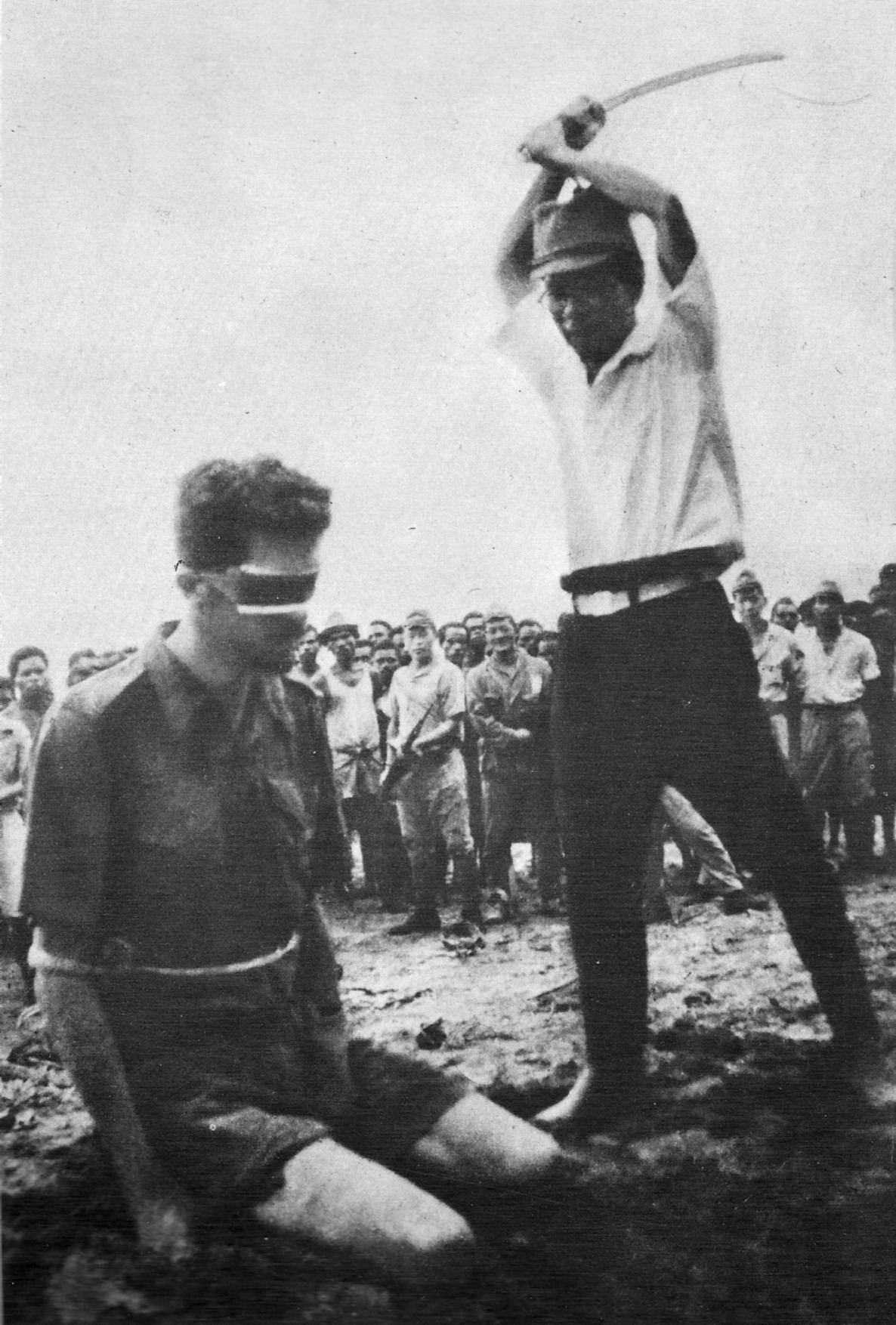
Executie van krijgsgevangenen

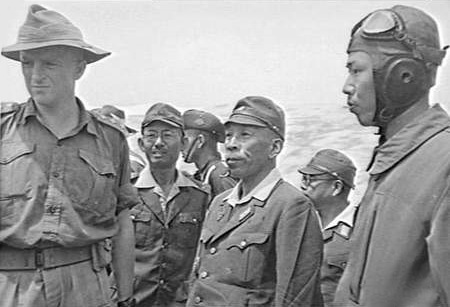
Overgave van Japanse troepen in 1945

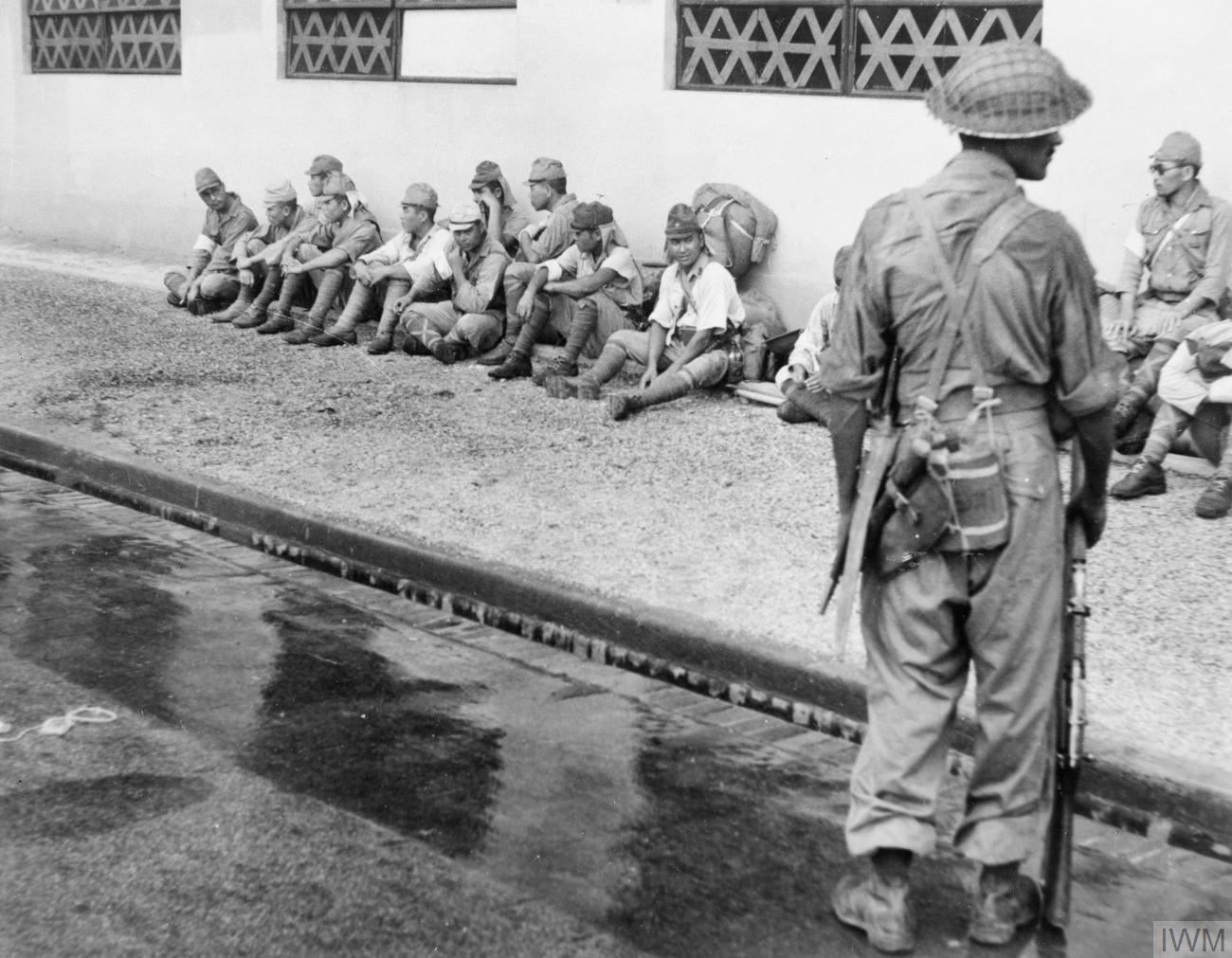
Japanse krijgsgevangen soldaten bewaakt door een Indiase soldaat

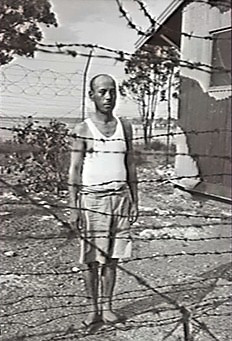
Luitenant-kolonel Yujiro Yutani, later geëxecuteerd wegens begane oorlogsmisdaden

- Kamp nummer 11 te Fukuoka (later hernoemd tot nummer 8)
- Kamp nummer 23 te Fukuoka
- Kamp te Chiba
- Kamp te Chugenji
- Kamp nabij Chugenji in een Franciscaans klooster
- Kamp Fukuoka nummer 17, in de Mitsui Miike Coal Mine
- Kamp te Fuji
- Kamp te Funatsu
- Kamp te Furashi
- Kamp te Furumaki, Gunma
- Kamp te Fuse, Shimane
- Kamp te Futase
- Kamp te Futatsui City
- Kamp te Gifu
- Kamp te Hakodate (nummer 2)
- Kamp te Hakodate (nummer 3)
- Kamp te Hakodate - divisiekamp
- Kamp te Hakodate - hoofdkamp
- Kamp te Hakone, Kanagawa
- Kamp te Hanawa (nummer 6)
- Kamp te Harina
- Kamp te Hayashi
- Kamp te Higashi-Misone - subkamp nummer 10
- Kamp te Himeji
- Kamp te Hiraoka - subkamp nummer 3
- Kamp te Hirohata (divisiekamp)
- Kamp te Hitachi - Ibaraki-Ken kamp
- Kamp te Hitachi - Motoyama
- Kamp te Ichioka - ziekenhuis
- Kamp te Iizuka, Fukuoka - waarschijnlijk nummer 7
- Kamp te Ikuno, Hyōgo - Osaka nummer 4-b
- Kamp te Imoshima Island - subkamp nummer 2
- Kamp te Kagawa (Hayashi)
- Kamp te Hida
- Kamp te Kamiso - subkamp nummer 1
- Kamp te Kamitan
- Kamp te Kanagawa - Kenko
- Kamp te Kanagawa - Tokyo, tweede divisie
- Kamp te Kanazawa
- Kamp te Kanose
- Kamp te Kashii - kamp nummer 1
- Kamp te Kawasaki
- Kamp te Kawasaki - Kawasaki-Kobe-kamp
- Kamp te Kawasaki - kamp nummer 5
- Kamp te Kawasaki - kamp nummer 2 of Mitsui Madhouse
- Kampen van de Kempeitai
- Kamp te Kita Corygara
- Kamp te Kobe
- Kamp te Kobe nummer 31
- Kamp te Kobe (krijgsgevangenenziekenhuis)
- Kamp te Kochi
- Kamp te Kosaka, Akita (Sendaikamp nummer 8)
- Kamp te Koshian
- Kamp te Koyagi (Fukuoka nummer 2)
- Kamp te Kumamoto (eerste sectie van Fukuoka nummer 1)
- Kamp te Kure
- Kamp te Kurume
- Kamp te Kyota - deelkampen te Hakata
- Kamp te Maibara
- Kamp te Maisure
- Kamp te Minato-ku
- Kamp te Mito
- Kamp te Mitsu (kamp nummer 5)
- Kamp te Mitsuishi
- Kamp te Mitsushima - kamp 2-d
- Kamp te Miyata, Fukuoka (Fukuoka 9-b)
- Kamp te Mizumaki
- Kamp te Mizonkuchi
- Kamp te Moji, kamp nummer 4
- Kamp te Moji, ziekenhuis
- Kamp te Morioka
- Kamp te Motoyama - subkamp nummer 8
- Kamp te Mukaishima, Hiroshima - subkamp nummer 1, Hiroshima subkamp nummer 2
- Kamp te Murakami
- Kamp te Muroran, Hokkaidō - Kamiso Machi-kamp nummer 73
- Kamp te Myoshi
- Kamp te Nakama, Fukuoka - Fukuoka nummer 21; ook wel gespeld als Nacama
- Kamp te Nagasaki
- Kamp te Nagasaki - kamp nummer 14
- Kamp te Nagasaki - kamp nummer 2 (zelfde als nummer 139)
- Kamp te Nagasaki - kamp nummer 4
- Kamp te Nagoya
- Kamp te Narashino (vliegveld)
- Kamp te Narumi
- Kamp te Niigata - subkamp nummer 5
- Kamp te Niihama, Ehime - subkamp nummer 2
- Kamp te Nogeyama (tuinen)
- Kamp te Nooetzu (krijgsgevangenenkamp)
- Kamp te Notogawa - nummer 9-b
- Kamp te Odate
- Kamp te Oeyama
- Kamp te Moji
- Kamp te Ohama Kagetaka (subkamp nummer 9)
- Kamp te Ohashi
- Kamp te Ohashi in het stadhuis
- Kamp te Omine (subkamp nummer 6)
- Kamp te Ōmori (hoofdkamp)
- Kamp te Ōmuta, Fukuoka (Fukuoka nummer 17)
- Kamp te Onada, deelkamp nummer 8
- Kamp te Onada, deelkamp nummer 9
- Kamp te Osaka, hoofdkwartier (Chikko)
- Kamp te Osaka - centrale markt
- Kamp te Otaru, Hokkaidō
- Kamp te Oyeama
- Kamp te Oyeama - centrale park
- Kamp te Oyeama - centrale kamp
- Kamp te Rangoon
- Kamp te Roku Roshi
- Kamp te Sakai (gevangenis)
- Kamp te Sakurajima
- Kamp te Sakurajima (Ichioka School)
- Kamp te Sapporo (gevangenis)
- Kamp te Sasebo, Nagasaki (Fukuoka nummer 18)
- Kamp te Sekiguchi
- Kamp te Sendai
- Kamp te Shibaura
- Kamp te Shimodate, Ibaraki
- Kamp te Shimomago (Hitachi)
- Kamp te Shimonseki
- Kamp te Shinagawa (hoofdkamp)
- Kamp te Shinagawa (ziekenhuis voor krijgsgevangenen)
- Kamp te Shingu
- Kamp te Shinjuku (kamp nummer 1)
- Kamp te Shizuoka
- Kamp te Shizuoka - nummer 12 (Fukuoka nummer 12)
- Kamp bij de Sumida
- Kamp te Sumiyoshi-ku
- Kamp te Suzuki
- Kamp te Suzurandai
- Kamp te Takadanobaba
- Kamp te Tamano, Okayama (deelkamp nummer 3)
- Kamp te Tanagawa
- Kamp te Tán Tuǐ
- Kamp te Teniya
- Kamp te Tobata-ku, Kitakyūshū
- Kamp te Tomakomai, Hokkaidō
- Kamp te Toyama
- Kamp te Toyoka
- Kamp te Tsumori
- Kamp te Tsuruga - divisiekamp nummer 5-b
- Kamp te Tsurumi
- Kamp te Ube, Yamaguchi - subkamp nummer 7
- Kamp te Umeda Bonshu
- Kamp te Uraga, Kanagawa
- Kamp te Utsonomiya
- Kamp te Uywake
- Kamp te Wakasen
- Kamp te Wakayama
- Kamp te Wakinohama (Osaka nummer 18-b)
- Kamp te Yamashita (kamp nummer 1)
- Kamp te Yodogawa-ku, Osaka
- Kamp te Yokkaichi
- Kamp te Yokohama - kamp nummer 5
- Kamp te Yonago, Tottori
- Kamp te Yura, Wakayama
- Kamp te Zentsūji, Kagawa (hoofdkwartier)
- Kamp te Zentsūji, Kagawa (subkamp nummer 3)